# Pericallia pannosa
Pericallia pannosa là một loài bướm đêm thuộc phân họ Arctiinae, họ Erebidae.